# Choi Joon-gi
Choi Joon-gi (sinh ngày 13 tháng 4 năm 1994) là một cầu thủ bóng đá Hàn Quốc. Anh thi đấu cho Thespakusatsu Gunma.

## Sự nghiệp
Choi Joon-gi gia nhập câu lạc bộ tại J2 League Thespakusatsu Gunma năm 2017.